# Mandeville Films
Mandeville Films (bis 2002 Mandeville Films and Television) ist eine amerikanische Tochtergesellschaft der Walt Disney Pictures mit Hauptsitz in den Walt Disney Studios in Los Angeles.

## Geschichte
Im Jahr 1994 gründeten David Hoberman und Todd Lieberman Mandeville Films and Television.  Das Unternehmen machte kurzzeitig Pause, da sich Hoberman 2002 zurzeit dem Hyde Park Entertainment anschloss. Mandeville Films and Television wurde 2002 unter dem Namen Mandeville Films, neu gegründet, diesmal mit einem auf fünf Jahre angelegten Vertrag bei den Walt Disney Studios.
Kurz nachdem Mandeville Films in die Studios wiederkehrte, wurde geplant, fünf Filme, Walking Tall – Auf eigene Faust, Raising Helen, The Last Shot und Beauty Shop, zu produzieren. Das Studio kehrte 2006, um Teil an der Produktion an den Filmen Eight Below und Shaggy Dog – Hör mal, wer da bellt zu haben, zurück zu Disney.
Ihr jüngster Film ist Chip und Chap: Die Ritter des Rechts.

## Filmografie (Auswahl)
- 1996: Mr. Wrong – Der Traummann wird zum Alptraum (Mr. Wrong)
- 1997: The Sixth Man
- 1997: George – Der aus dem Dschungel kam (George of the Jungle)
- 1998: Senseless
- 1998: Verhandlungssache (The Negotiator)
- 1998: Eine wüste Bescherung (I'll Be Home for Christmas)
- 1999: Ganz normal verliebt (The Other Sister)
- 2004: Walking Tall – Auf eigene Faust (Walking Tall)
- 2004: Liebe auf Umwegen (Raising Helen)
- 2004: The Last Shot – Die letzte Klappe (The Last Shot)
- 2005: Beauty Shop
- 2006: Antarctica – Gefangen im Eis (Eight Below)
- 2006: Shaggy Dog – Hör mal, wer da bellt (The Shaggy Dog)
- 2008: Traitor
- 2008: Beverly Hills Chihuahua
- 2008: Das Lazarus-Projekt (The Lazarus Project)
- 2009: Selbst ist die Braut (The Proposal)
- 2009: Surrogates – Mein zweites Ich (Surrogates)
- 2010: The Fighter
- 2011: Die Muppets (The Muppets)
- 2013: Warm Bodies
- 2013: 21 & Over
- 2017: Die Schöne und das Biest (Beauty and the Beast)
- 2018: Extinction
- 2022: Chip und Chap: Die Ritter des Rechts (Chip ‘n Dale: Rescue Rangers)

### Fernsehen
- 2002–2009: Monk